# Rhododendron kesangiae
Rhododendron kesangiae är en ljungväxtart som beskrevs av David Geoffrey Long och Rushforth. Rhododendron kesangiae ingår i släktet rododendron, och familjen ljungväxter. Utöver nominatformen finns också underarten R. k. album.